# Вромонас
Вро́монас (греч. Βρόμωνας) — необитаемый остров в Ионическом море. Расположен к востоку от Итаки и к западу от устья Ахелооса. Принадлежит к группе островов Эхинадес. Входит в общину (дим) Итаку в периферийной единице Итаке в периферии Ионических островах. Наивысшая точка 141 метр над уровнем моря.